# Litolibrus obesus
Litolibrus obesus is een keversoort uit de familie glanzende bloemkevers (Phalacridae). De wetenschappelijke naam van de soort werd in 1889 gepubliceerd door David Sharp.